# Liebschwitz
Liebschwitz ist ein Stadtteil von Gera und war bis zum 1. Juli 1950 eine eigenständige Gemeinde.

## Geographie
Der Ortsteil ist im Südosten der Stadt Gera im Wipsetal am Fuße des Zoitzberges und am Ostufer der Weißen Elster gelegen.

## Geologie
1779 begonnene Versuche, in Ortsnähe am Zoitzberg Kohlenlagerstätten zu erschließen, wurden 1790 eingestellt; die vorgefundenen Anthrazitvorkommen erwiesen sich als für Feuerungszwecke nicht geeignet.

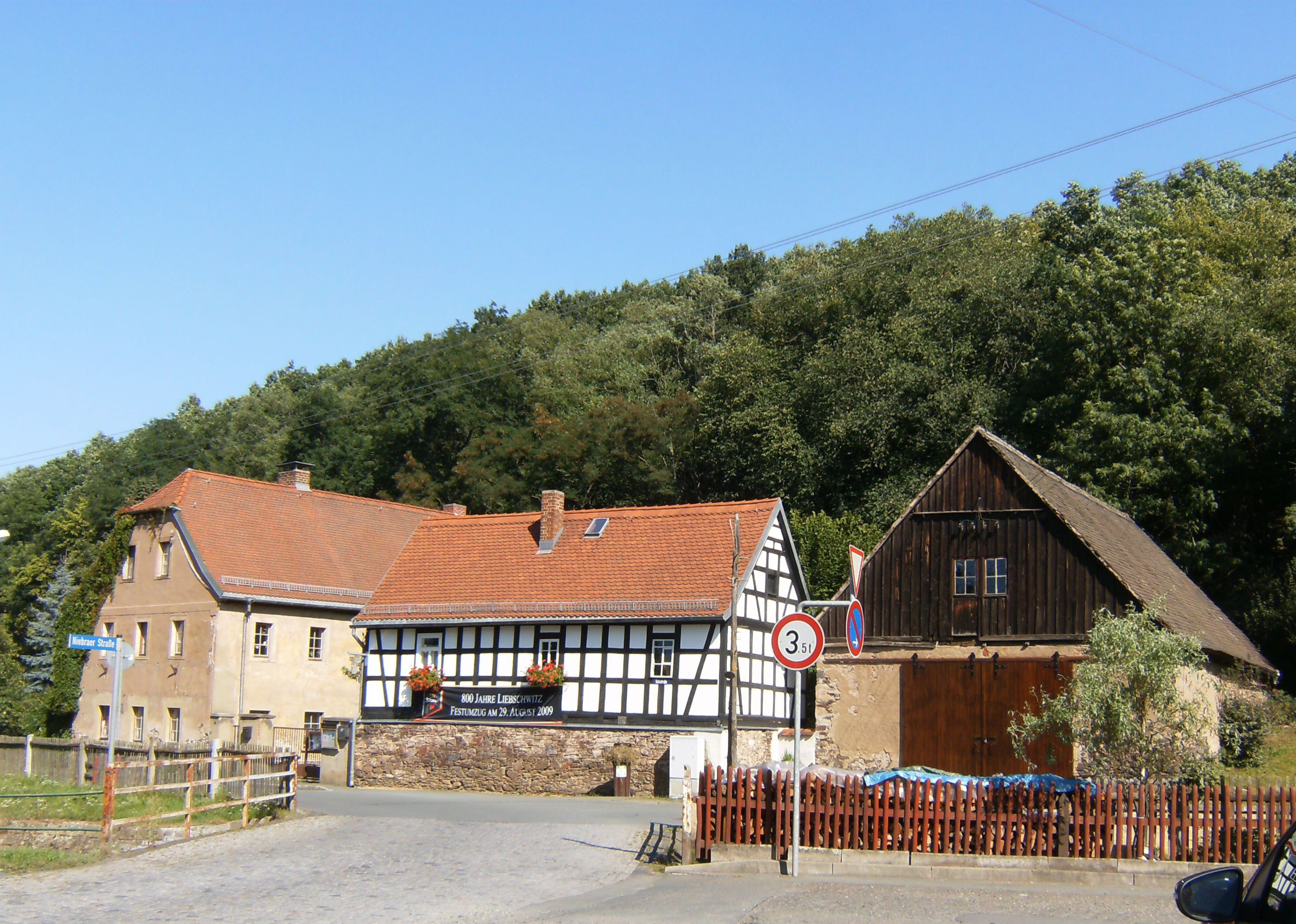
Alter Dorfkern

## Geschichte
Erstmals wird der Ort 1209 als Lubschwitz in einer Urkunde des Bistums Naumburg bzw. im gleichen Jahr in einer weiteren der Vögte von Weida erwähnt; unter den Zeugen ist ein Ministeriale namens Gerhardus de Lubiswicz aufgeführt. Die Urbesiedlung der heutigen Gemarkung dürfte in sorbischer Zeit (8. bis 9. Jahrhundert n. Chr.) liegen. Bekannte frühzeitliche Siedlungsstätten sind eine Burg Ziegenberg (Bühl), südwestlich des Ortes gelegen; von ihr ist heute nichts mehr erhalten. Vermutet wird auch auf dem Berg hinter der Kirche eine mittelalterliche Wallburg namens Der Hayn, hier sind noch Andeutungen von Gräben und Wällen erkennbar. Von einer jungsteinzeitlichen, flachen Wallanlage auf dem Zoitzberg sind heute noch Teile erhalten, 1935 fanden hier Erschließungsgrabungen statt. Archäologische Funde vom Zoitzberg besagen, dass auf dem Berg schon in der Altsteinzeit Menschen gelebt haben. Keramikfunde weisen auf eine weitere Belegung der Anhöhe bis in die Jungsteinzeit hin. Der Abschnittswall wurde mit der Zeit eingeebnet, Spuren an Überresten bestätigen, dass die Erde-Holz-Befestigung durch Feuer vernichtet wurde.

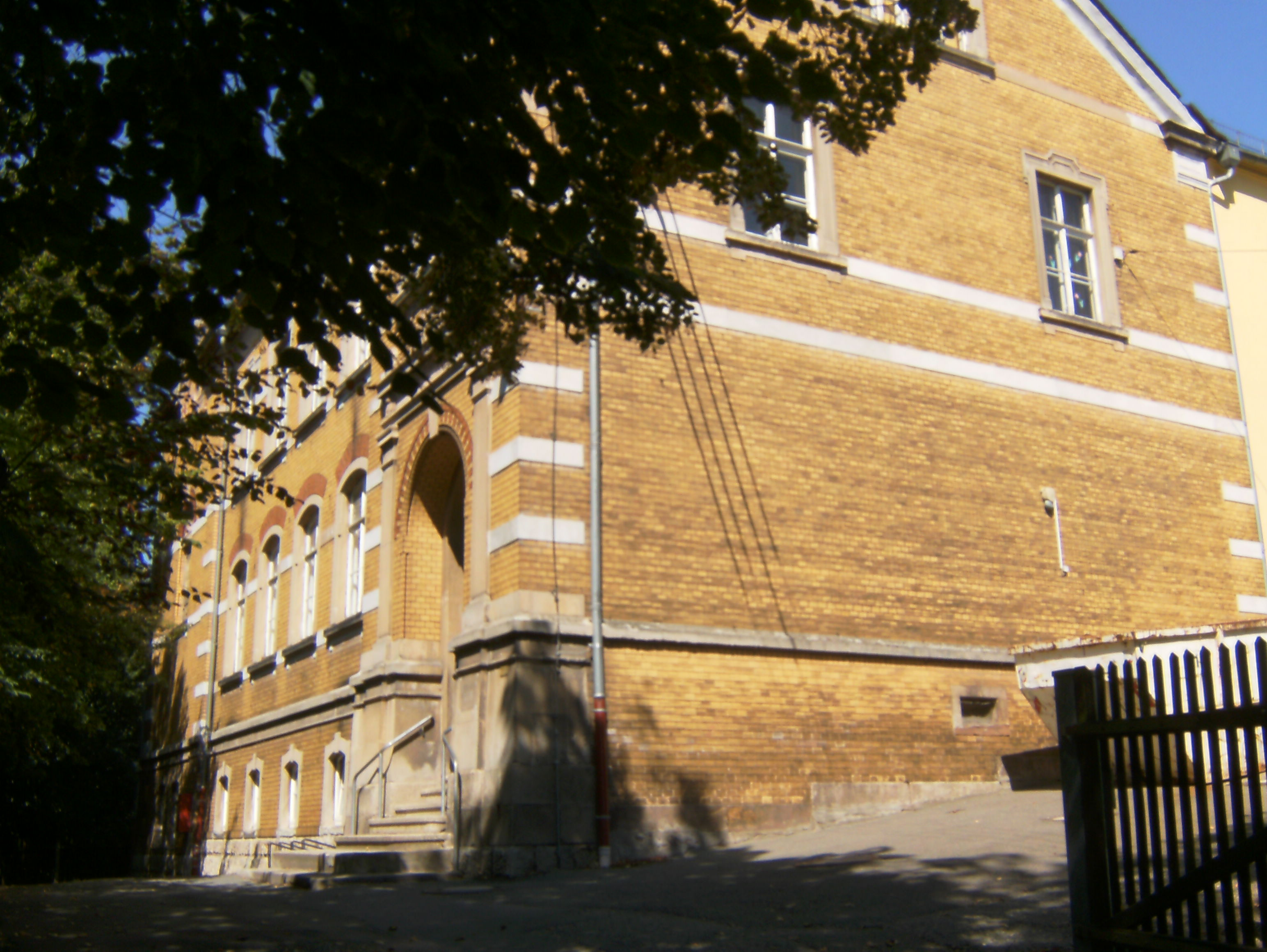
Ehemalige Waldschule, 2009 geschlossen

Ein Schulhaus im Ort wird erstmals 1639 erwähnt, 1832 wird im Oberdorf ein neues zweigeschossiges Schulhaus erbaut. 1905 erfolgt die feierliche Einweihung der Liebschwitzer Schule. Mit dem Schuljahr 2008/09 endete diese lange Tradition.
1554 wird das Liebschwitzer Rittergut mit den dazugehörigen Dörfern Grobsdorf, Lietzsch, Loitzsch, Niebra, Pösneck und Taubenpreskeln, sowie den sächsischen Anteilen der Dörfer Hilbersdorf, Lengefeld und Rückersdorf durch eine Verbriefung des Bistums Naumburg sächsische Enklave. Das Rittergut mit allen Vorwerken und Nebengütern wird später u. a. Besitz der Freiherren von Meusebach. 1745 erwirbt der aus dem Braunschweigischen stammende Königlich-Preußische Kriegs- und Domänenrat Johann Georg von Ziegenhierd den Rittergutsbesitz Liebschwitz.
In den Napoleonischen Kriegen werden 1806 marodierende französische Soldaten am Liebschwitzer Rittergut erschlagen, mit der Folge, dass die Franzosen das Rittergut plündern, sowie Pfarrhaus und Schmiede niederbrennen. Die Familie von Ziegenhierd intervenierte nach dem Frieden von Wien 1815 (>Wiener Kongress) erfolgreich gegen die Abtretung ihrer Gutsorte Liebschwitz, Lietzsch und Taubenpreskeln an Preußen, sie verblieben beim Königreich Sachsen – fortan das Ziegenhierdsche Ländchen genannt. 1834 sind für dieses Ziegenhierdsche Ländchen 880 Einwohner in 54 Häusern verzeichnet.

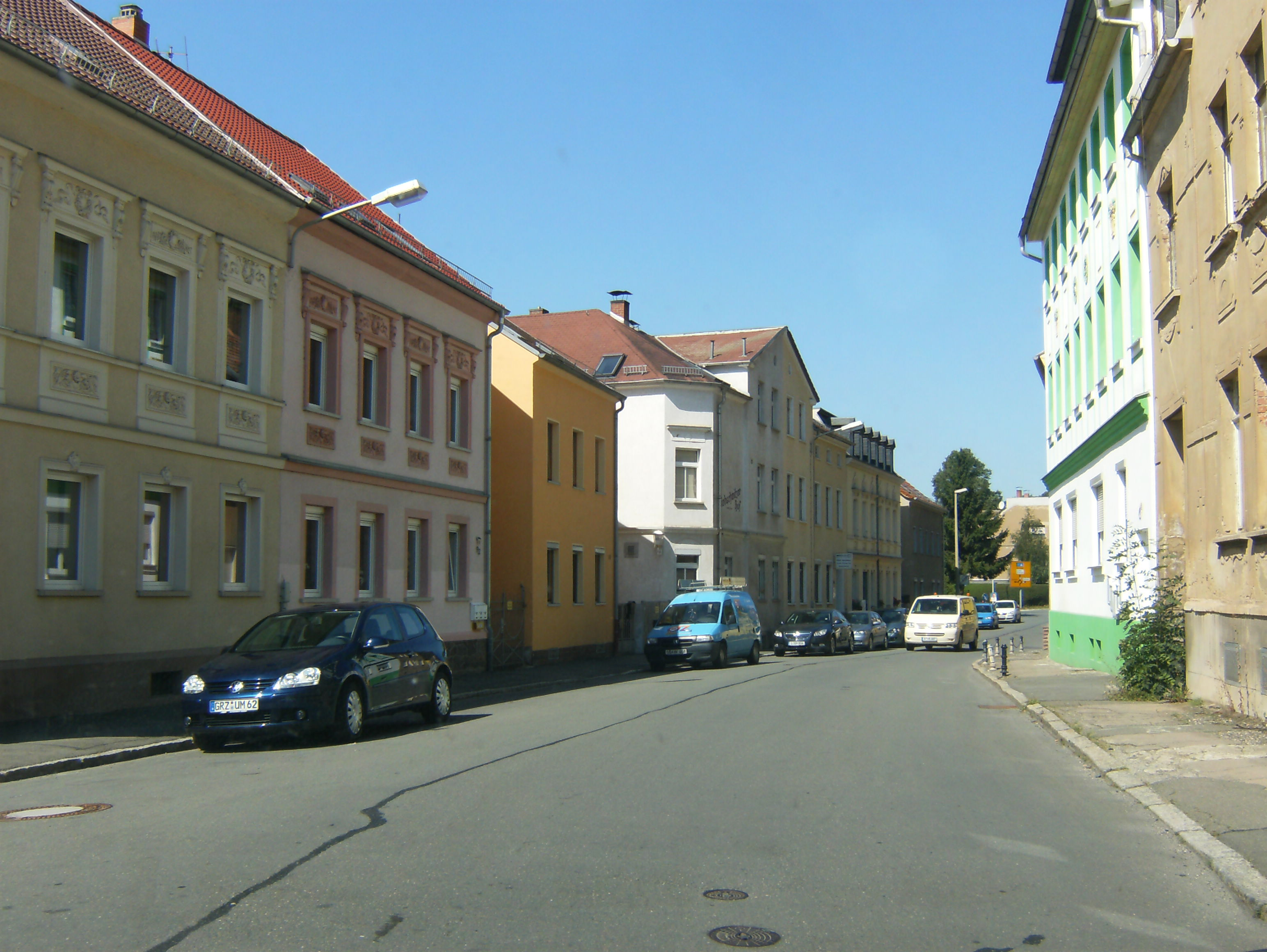
Im unteren Ort

Durch Flächentausch zwischen den 1920 gegründeten Ländern Thüringen und Sachsen gelangte 1928 die bis dahin sächsische Exklave Liebschwitz mit den umliegenden Dörfern zu Thüringen. Der entsprechende Staatsvertrag wurde am 1. April 1928 in der Liebschwitzer Gaststätte Apfelweinschänke (damals „Zum goldenen Apfel“) geschlossen; diese traditionsreiche Gaststätte findet seit Anfang der 2000er Jahre keinen neuen Pächter mehr und verfällt. Bis zur Eingemeindung nach Gera 1950 war Liebschwitz dem ehemaligen Landkreis Gera angehörig.
Außer einer kleinen Dorfmühle gehört zum Ort auch die Zoitzmühle am Elsterufer; sie ist bereits 1314 urkundlich nachgewiesen. 1831 wurde nahe der Zoitzmühle am Mühlgraben eine Kammgarnspinnerei errichtet. Die Liebschwitzer Zoitzmühle selbst wurde 1884 samt dem dazugehörigen Wohnhaus durch einen Brand vollständig zerstört, später wieder aufgebaut. 1965 wurde die große Siloanlage errichtet. Ab 1812 bestand im Ort eine Brauerei (Rittergutsbrauerei). 1892 ließ deren damaliger Besitzer Spengler in Dorfmitte (Höhe heutiger Buswendeschleife) eine neue Brauerei errichten. Dieses Gebäude wurde nach Konkurs 1921 abgerissen; die Verwaltungsgebäude und ein Lager blieben erhalten. Das Gebäude der Rittergutsbrauerei wurde 2003 abgerissen.
Durch ein verheerendes Hochwasser der Wipse werden im Jahr 1654 weite Teile des Ortes, das Rittergut, das Pfarrhaus und die Kirche schwer beschädigt, der Friedhof weggeschwemmt. Ein neuer wurde nicht mehr angelegt, die Beisetzungen finden seitdem im zum Kirchspiel gehörenden nahegelegenen Taubenpreskeln statt. Durch ein schweres Hochwasser wurde 1924 die bereits 1701 erwähnte überdachte Holzbrücke über die Weiße Elster irreparabel beschädigt; eine neue Betonbogenbrücke parallel zu dieser gelegen wurde 1926 eingeweiht.
Wehrmacht-Soldaten sprengten sie (und andere Brücken) am 13. April 1945 vor anrückenden US-Truppen.
1951/52 wurde an ihrer Stelle die Friedensbrücke gebaut; sie wurde im Jahr 2000 durch eine neue Brücke ersetzt.
Am 13. April 1945 wurde nach der Zoitzbrücke auch die Liebschwitzer Eisenbahnbrücke gesprengt. Der bergseitige Teil der Konstruktion stürzte in die Elster, der andere Teil wurde ausgehoben und leicht beschädigt. Zunächst nutzten die Liebschwitzer den Brückentorso, um über den Fluss zu kommen; später wurde ein Behelfssteg auf den Trümmern der Straßenbrücke aufgesetzt.
1912 wurde an der Elster eine Flussbadeanstalt mit Ruderbootverleih eingeweiht, 1936 anlässlich des 75-jährigen Bestehens der Turngemeinde Liebschwitz (später Liebschwitzer Turnverein) erhielt der Ort eine Turnhalle. 1919 begann die Elektrifizierung im Ort und 1921 wurde die Freiwillige Feuerwehr gegründet.
Die ersten Bomben, die 1940 über Gera niedergingen, trafen die Scherperstraße in Neu-Taubenpreskeln; drei Menschen starben. 1941, zu ihrem hundertjährigen Jubiläum, bezog die Maschinenfabrik Moritz Jahr ihre neue Fabrikanlage in Liebschwitz. Sie wurde 1948 in einen Volkseigenen Betrieb umgewandelt.
Im weiteren Sinne ein Opfer der Launen der Natur wurde 1947 das Elsterwehr: Beim Versuch, die durch den extrem kalten Hungerwinter 1946/47 aufgestauten Eismassen zu sprengen, wurde auch das Elsterwehr völlig zerstört. Das aus Holzspundwänden errichtete Ersatzwehr wurde im Sommer 1953 Opfer eines verheerenden Hochwassers.
1959 Bau der Beton-Umgehungsstraße Zwickauer Straße durch die SDAG Wismut. 1964 wurde nach mehreren Schlämmungsversuchen der Mühlteich verfüllt.
In der Untitzer Straße und am Niebraer Weg entstanden ab 1973 viele neue Einfamilienhäuser. Die Neubaublöcke in der Untitzer Straße und Gartenstraße wurden 1982 und 1988 errichtet. Im Juni 1997 Neubau eines Kindergartens neben dem Häuserblock in der Gartenstraße.
2009 feierte Liebschwitz das 800. Jahr seiner Ersterwähnung mit einem Festgottesdienst in der Kirche Liebschwitz und einem Festumzug durch den Ort. 
In den Jahren 2014/2015 wurde eine so genannte Querspange, eine Ost-West-Querung von der Zwickauer Straße zur Bundesstraße 92, errichtet. Eine 317 m lange Spannbetonbrücke, die Liebschwitzer Brücke, ist das Hauptbauwerk dieser Querspange. Sie überspannt die Weiße Elster, zwei Bahnlinien und den Elsterradweg und wurde am 18. August 2015 für den Verkehr freigegeben.
Am 21. September 2015 wurde wegen der Flüchtlingskrise in Deutschland 2015/2016 in
Gera-Liebschwitz eine Erstaufnahmeeinrichtung für Asylbewerber eröffnet. Sie befand sich auf dem Gelände der ehemaligen Berufsschule in der Zwickauer Straße.
Der Streckenabschnitt der Elstertalbahn durch Liebschwitz wurde am 24. Oktober 2016 zusammen mit dem an dieser Strecke gelegenen Bahnhof Liebschwitz (auf Taubenpreskelner Flur) stillgelegt; die Züge werden jetzt über Zwötzen geführt und fädeln an einem neu gebauten Abzweig südlich von Liebschwitz wieder auf die Elstertalbahn ein.

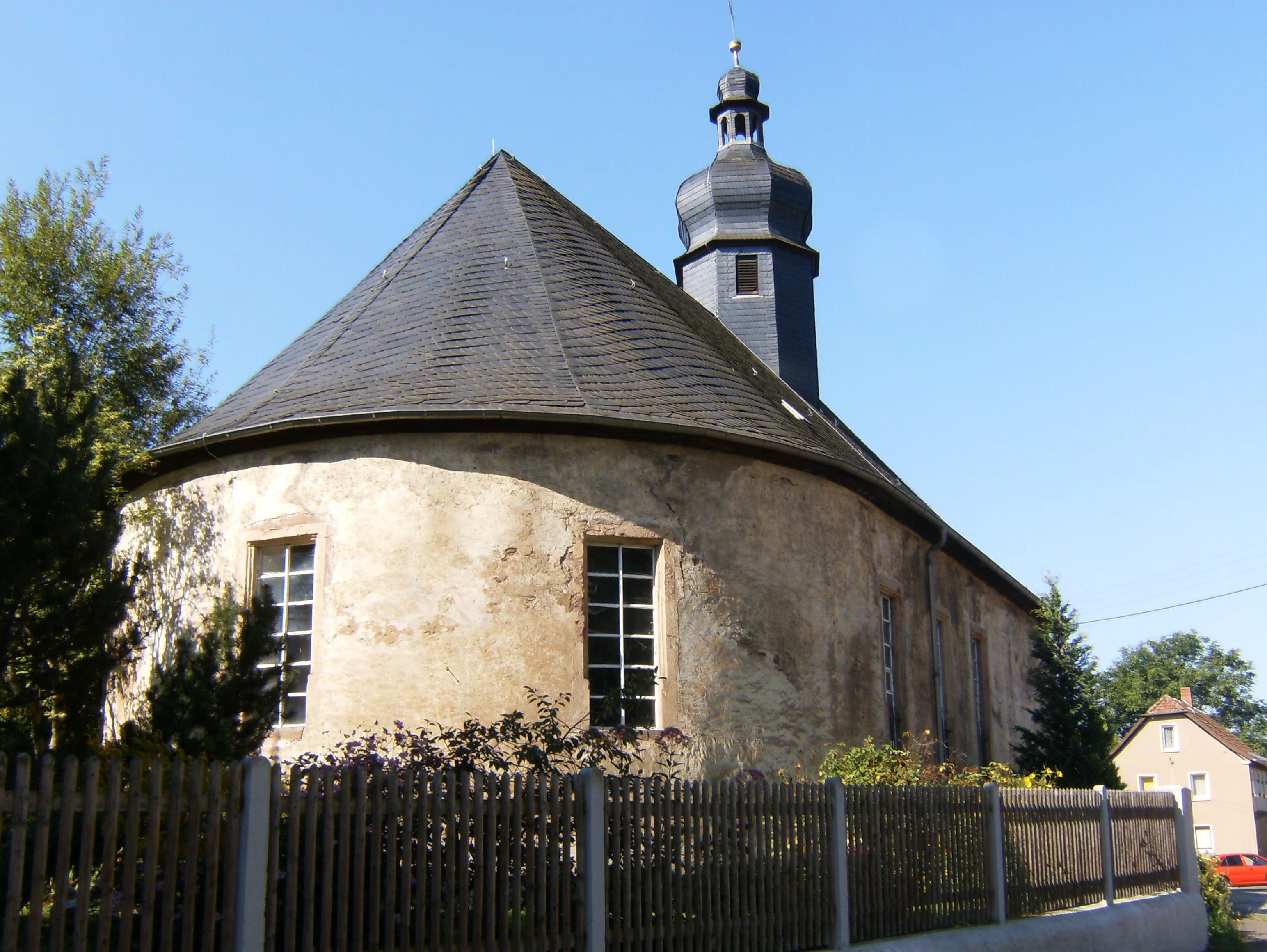
Liebschwitzer Kirche mit Rundchor

## Sehenswürdigkeiten
- Dorfkirche Liebschwitz aus dem Jahr 1677, erbaut in der Nähe eines 1654 durch Hochwasser zerstörten Vorgängerbaues. 1995/96 wurde das Gebäude neu eingedeckt.
- Arboretum an der ehemaligen Berufsschule Liebschwitz, größtes Schul-Arboretum Thüringens.
- Ehemaliges Pfarrgehöft mit Heimatstube.

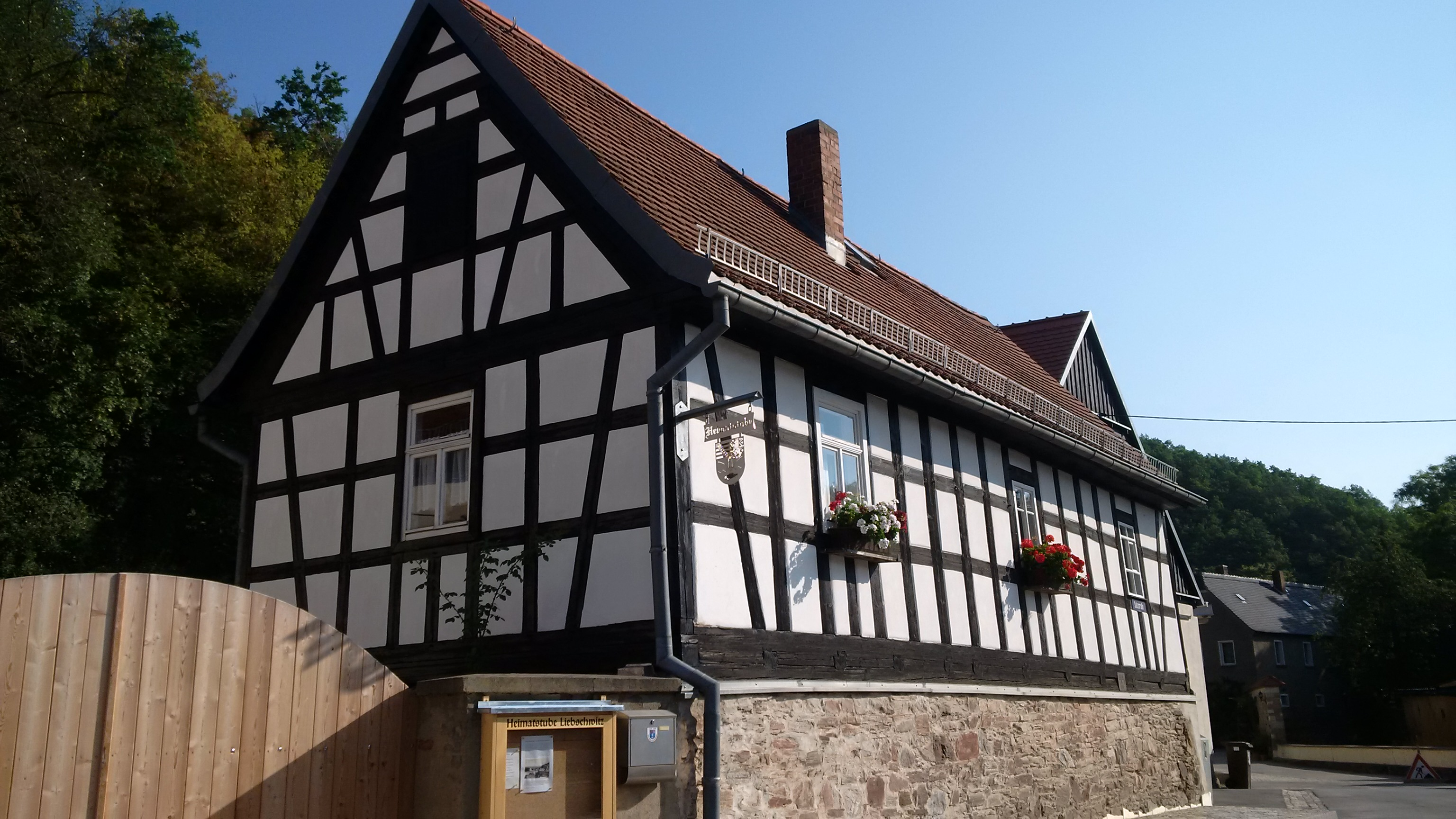
Altes Fachwerkhaus mit Heimatstube

## Politik
Liebschwitz hat seit 1995 eine Ortschaftsverfassung und einen Ortsteilrat (bis II/2009 Ortschaftsrat). Ortsteilbürgermeister ist Christian Hollandmoritz.

## Entwicklung der Einwohnerzahl
| Jahr      | 1843 | 1939 | 2009 | 2011 |
| Einwohner | 315  | 1293 | 1587 | 1517 |

## Verkehr
- Liebschwitz wird abzweigend von der Bundesstraße 92 mit der am Ort vorbeiführenden Landesstraße L 2321 (Zwickauer Straße) bzw. die RVG-Linie 219 erschlossen.
- Im August 2015 wurde die Querspange Gera-Liebschwitz eröffnet.[7] Die Baumaßnahme beinhaltete den Neubau der Landesstraße L 1082 zwischen der B 92 und am südlichen Ortseingang von Gera bis zum Abzweig der L 2330 bei Gera-Liebschwitz. Das Bauvorhaben und die Verknüpfung mit der Bundesstraße 92 wurden aus dem Europäischen Fonds für Regionale Entwicklung (EFRE) gefördert.[8]
- Die ÖPNV-Anbindung erfolgt durch die GVB-Buslinie 16 bis Zwötzen, ab dort mit der Straßenbahnlinie 1 Richtung Innenstadt.
- Nächstgelegene Bahnhöfe sind Gera-Zwötzen und Wünschendorf (Elster) Nord.

## Kultur
- Heimatstube Liebschwitz, seit 2001 (einmal monatlich samstags geöffnet)

## Persönlichkeiten
- Rudolf Behr (1899–1966) war ab 1924 bis 1943 und von 1953 bis 1966 Lehrer in Liebschwitz. Er schrieb ab 1929 heimatkundliche Artikel in der Geraer Lokalpresse und ab 1939 bis 1943 monatliche Heimatbriefe an ehemalige Schüler im Kriegsdienst.[9]
- Hans Koch (1927–1986), Kulturwissenschaftler und ein Kulturfunktionär der SED in der DDR

## Sport
- SV 1861 Liebschwitz e. V. mit Sportplatz und Sportheim an der Zwickauer Straße, angebotene Sportarten: Fußball, Gymnastik, Schach

## Bildung
Die nächstgelegene Grundschule ist seit dem Schuljahr 2009/10 in Zwötzen die
- Grundschule 9 Zwötzener Schule.

Die Montessori-Grundschule Waldschule Liebschwitz zog im Jahr 2009 um in die Neulandschule, die nun Pfortener Schule Gera genannt wird.
Die nächstgelegene Regelschule ist die
- Staatliche Regelschule 4 in Lusan.

1982 wurde am Kreisbetrieb für Landtechnik eine Berufsschule mit Internat übergeben, das 2010 geschlossene spätere Berufsschulzentrum Liebschwitz mit Internat für Berufe in den Bereichen Gartenbau, Floristik, Metall, Textil, Leder.